# Meili
Meili (in antico norvegese "l'adorabile"), nella mitologia norrena, è un dio, figlio di Odino e fratello di Thor. Meili appare nell'Edda poetica, compilata nel XIII secolo da fonti tradizionali precedenti, e nell'Edda in prosa, scritta nel XIII secolo da Snorri Sturluson. A parte la relazione di Meili da parte di Odino e Thor, nessuna informazione aggiuntiva viene fornita sulla divinità in nessuna delle due fonti.

## Attestazioni
Nell'Edda poetica, nella poesia Hárbarðsljóð, Meili riceve una sola menzione: Thor dichiara che, anche se fosse un fuorilegge, rivelerebbe il suo nome e la sua patria, poiché è il figlio di Odino, il fratello di Meili e il padre di Magni.
Nell'Edda in prosa, invece riceve quattro menzioni. Nel capitolo 17, vengono forniti versi del poema Haustlöng, dove Thor è indicato come "Fratello di Meili". Nel capitolo 22, vengono fornite citazioni aggiuntive da Haustlöng dove un kenning è impiegato a descrivere il dio Hœnir che si riferisce a Meili. Nel capitolo 23, viene fornita una citazione di un'opera dello scaldo Þjóðólfr da Hvinir che si riferisce a Thor come "Fratello di Meili". Nel capitolo 75, Meili è elencato tra i nomi degli Asi e come figlio di Odino (tra il dio Baldr e il dio Viðarr).

## Teorie
Alcuni studiosi del XIX secolo teorizzarono che la madre di Meili fosse Jǫrð, la personificazione della Terra. Sempre durante il XIX secolo, Viktor Rydberg teorizzò che Baldr e Meili sono la stessa cosa.